# 豊田欣吾
豊田 欣吾（とよだ きんご）は、日本の内閣府官僚、エコノミスト。金沢学院大学経済学部教授。横浜国立大学教授、内閣官房内閣審議官兼領土・主権対策企画調整室長などを歴任。

## 人物・経歴
1983年、横浜国立大学経済学部国際経済学科卒業、経済企画庁入庁。1999年、経済企画庁長官官房企画課調査官（行革担当）。2001年、内閣府経済財政諮問会議民間議員秘書。2002年から内閣府大臣官房参事官（総務課担当）として竹中平蔵経済財政担当大臣の補佐にあたった。2004年、横浜国立大学産学連携推進本部共同研究推進センター教授。2005年、内閣府大臣官房政策評価広報課長。
内閣府経済社会総合研究所国民経済計算部長を経て、2013年、内閣府大臣官房審議官（経済社会システム担当）。2014年から外務省国際協力局審議官を務め、ODA評価などにあたった。2016年、内閣府経済社会総合研究所総括政策研究官。2018年から内閣官房内閣審議官兼領土・主権対策企画調整室長を務め、領土・主権展示館の拡充などを進めた。2020年金沢学院大学経済学部教授。